# Даурская письменность
Даурская письменность — письменность даурского языка. В настоящее время даурская письменность ограниченно функционирует на латинском алфавите, хотя ранее использовались и другие системы письма. Несмотря на большое количество проектов письменности, созданных в XX веке, ни один из них так и не получил широкого распространения. В истории даурской письменности можно выделить следующие этапы:
- письменность на маньчжурской основе — до начала XX века
- латиница Мерсе — 1920—1930-е годы
- кириллица — 1956—1958 годы
- латиница на основе пиньиня — с 1982 года.

## Ранние системы письма
В XIX веке грамотные дауры пользовались для записи своего языка маньчжурским письмом. Так, в начале XIX века даурский поэт Рабдан из Хайлара записал на этом алфавите свои произведения. Позднее маньчжурское письмо использовалось при издании нескольких даурских книг. После Синьхайской революции оно постепенно вышло из употребления, хотя в конце 1920-х годов ещё имело некоторое распространение.
В 1920 году монгольско-даурский национальный деятель Мерсе разработал даурскую письменность на латинской графической основе. По сообщению 1927 года этот труд оказался успешным и некоторые дауры стали использовать его разработку для записи своего языка. Алфавит Мерсе имел следующий вид: a b c d e f g h i j k l m n o p q r s t u w x y з. Буква c обозначала звук [s], j — [ʤ], q — [ɕ], s — [ʃ], x — [ŋ̩], з — [ʤʲ]. Позднее автор ввёл в созданный им алфавит обозначения долгот гласных путём удвоения буквы. В научных трудах того времени для фиксации даурского языка использовалась фонетическая транскрипция, обычно на кириллической графической основе.
Даурский алфавит на основе маньчжурского письма:
| ᠠ  | ᡝ  | ᡳ | ᡟ  | ᠣ   | ᡠ   | ᡡ  | ᠨ  |
| ᠪ  | ᡦ  | ᠮ | ᡫ  | ᡩ ᡩ᠋ | ᡨ ᡨ᠋ | ᠨ  | ᠯ  |
| ᡤ  | ᡴ  | ᡥ | ᡬ  | ᠺ   | ᡭ   | ᠵ  | ᠴ  |
| ᡧ  | ᡰ  | ᡯ | ᡮ  | ᠰ   | ᡷ   | ᡱ  | ᠶ  |
| ᠸ  | ᠷ  | ᠩ | ᡷᡳ | ᡱᡳ  | ᡧᡳ  | ᡰᡳ | ᡯᡟ |
| ᡮᡟ | ᠰᡟ |   |    |     |     |    |    |

## Кириллица
В 1950-е годы в Китайской Народной Республике шёл процесс создания письменностей для ранее бесписьменных народов. В ходе этого процесса советский лингвист Г. П. Сердюченко предложил проект даурского алфавита на основе кириллицы. В мае 1956 года на конференции по монгольским языкам в Хух-Хото этот проект был поддержан и утверждён. На новом алфавите было издано несколько книг, кроме того его внедрили в сферу образования, начав использовать в нескольких школах. Алфавит имел 32 буквы: А а, Б б, В в, Г г, Д д, Е е, Ё ё, Ж ж, З з, И и, Й й, К к, Л л, М м, Н н, О о, П п, Р р, С с, Т т, У у, Ф ф, Х х, Ц ц, Ч ч, Ш ш, ь, ы, ъ, Э э, Ю ю, Я я.
| Буква | МФА           | Буква | МФА  | Буква | МФА   | Буква | МФА          |
| ----- | ------------- | ----- | ---- | ----- | ----- | ----- | ------------ |
| А а   | [a]           | З з   | [ts] | П п   | [p]   | Ч ч   | [tçʰ], [tʂʰ] |
| Б б   | [b]           | И и   | [ɪ]  | Р р   | [r]   | Ш ш   | [ç], [ʂ]     |
| В в   | [w], [y], [v] | Й й   | [j]  | С с   | [s]   | ь     | [ʲ]          |
| Г г   | [g]           | К к   | [k]  | Т т   | [t]   | ы     | [ɨ]          |
| Д д   | [d]           | Л л   | [l]  | У у   | [u]   | ъ     |              |
| Е е   | [je], [jə]    | М м   | [m]  | Ф ф   | [f]   | Э э   | [e]          |
| Ё ё   | [ö]           | Н н   | [n]  | Х х   | [h]   | Ю ю   | [ju]         |
| Ж ж   | [tç], [tʂ]    | О о   | [o]  | Ц ц   | [tsʰ] | Я я   | [ja]         |

Буква в читалась как [w] в начале слова, как [y] в других случаях, и как [v] в заимствованиях из русского языка. Долгота гласных обозначалась удвоением буквы (аа, ээ и т. д.). Буква н обозначала назализацию предшествующего гласного. В целом орфография даурского языка на основе кириллической письменности была довольно сложной и требовала 50-страничной пояснительной брошюры.
Уже в декабре 1956 года на очередной конференции ряд участников призвал отказаться от кириллической письменности в пользу латинской. Предложение вызвало разногласия и тогда этот вопрос не был решён. В 1957 году, после утверждения пиньиня — официальной латинизированной транслитерации китайского письма, вопрос о латинизации даурского алфавита стал ещё более остро, так как власти КНР считали необходимым, чтобы письменности всех национальных меньшинств страны строились на основе пиньиня. Однако уже в 1958 году в ходе политики «большого скачка» даурская письменность была отменена, а её место во всех регулируемых сферах (образование, книгоиздание, СМИ) занял китайский язык.

## Латиница
Демократизация общественной жизни в КНР, начавшаяся в 1970-е годы, сделала возможным воссоздание даурской письменности. В 1980 году Ассоциация даурской истории, языка и литературы разработала проект даурского алфавита на основе пиньиня. С 1981 года эта письменность стала использоваться для обучения детей в нескольких школах Морин-Дава-Даурского автономного хошуна и городского уезда Шилин-Хото. Однако из-за низкого спроса на собственную письменность среди самих даур, к тому времени в основном двуязычных, в середине 1980-х годов эксперимент был свёрнут. Позднее преподавание даурского языка в ряде школ было возобновлено.
Даурский алфавит 1980 года имел следующие знаки:
| Буква | МФА        | Буква | МФА   | Буква | МФА   | Буква | МФА   | Буква | МФА  | Буква | МФА   |
| ----- | ---------- | ----- | ----- | ----- | ----- | ----- | ----- | ----- | ---- | ----- | ----- |
| a     | [a]        | ei    | [ei]  | iu    | [iu]  | m     | [m]   | n     | [n]  | ch    | [tʂʰ] |
| e     | [e]        | eu    | [əu]  | ua    | [ua]  | f     | [f]   | s     | [s]  | sh    | [ʂ]   |
| i     | [ɪ]        | oi    | [oi]  | uaa   | [ual] | v     | [v]   | l     | [l]  | y     | [j]   |
| ie    | [je], [jə] | ia    | [ia]  | uai   | [uai] | w     | [w]   | r     | [r]  | g     | [g]   |
| o     | [o]        | iaa   | [ial] | ue    | [ue]  | d     | [d]   | q     | [ʧ]  | k     | [k]   |
| u     | [u]        | iao   | [iau] | ui    | [ui]  | t     | [t]   | j     | [ʤ]  | ng    | [ŋ]   |
| ai    | [ai]       | io    | [io]  | b     | [b]   | z     | [ts]  | x     | [ʃ]  | h     | [x]   |
| ao    | [au]       | ioo   | [iol] | p     | [p]   | c     | [tsʰ] | zh    | [tʂ] |       |       |

Сочетание [ju] после букв j и q записывался знаком ü. Палатализация обозначалась буквой i, а лабиализация — буквой u.
В 1982 году в Синьцзян-Уйгурском автономном районе был предложен несколько иной вариант даурского алфавита. Он нашёл применения в даурско-казахско-китайском словаре, увидевшем свет в том же году:
| Буква | МФА  | Буква | МФА   |
| ----- | ---- | ----- | ----- |
| A a   | [a]  | M m   | [m]   |
| B b   | [p]  | N n   | [n]   |
| C c   | [fs] | O o   | [o]   |
| D d   | [t]  | P p   | [ph]  |
| E e   | [ə]  | Q q   | [tʃh] |
| Ê ê   | -    | R r   | [r]   |
| F f   | [f]  | S s   | [s]   |
| G g   | [k]  | T t   | [th]  |
| H h   | [x]  | U u   | [u]   |
| I i   | [i]  | W w   | [w]   |
| J j   | [ts] | X x   | [ʃ]   |
| K k   | [kh] | Y y   | [j]   |
| L l   | [l]  | Z z   | [ts]  |